# Hotellounge (Be the Death of Me)
Hotellounge (Be the Death of Me) is een Engelstalige single van de Belgische band dEUS uit 1994.
De single bevatte naast de titelsong de liedjes Jigsaw You (live @ The Oasis, Brussel) en Who's Vegas (Is It Anyway).
Het nummer verscheen op het album Worst Case Scenario.

## Meewerkende artiesten
- Producer
  - Peter Vermeersch
  - Pierre Vervloesem
- Muzikanten
  - Jules De Borgher (drums, percussie)
  - Klaas Janzoons (viool)
  - Rudy Trouvé (effecten, elektrische gitaar)
  - Stef Kamil Carlens (basgitaar, zang)
  - Tom Barman (elektrische gitaar, zang)

## NPO Radio 2 Top 2000
| Nummer met noteringen in de NPO Radio 2 Top 2000 | '15  | '16  | '17  |
| ------------------------------------------------ | ---- | ---- | ---- |
| Hotellounge (Be the Death of Me)                 | 1669 | 1851 | 1790 |

1. ↑  Een vetgedrukt getal geeft de hoogste notering aan.
2. ↑  2015 was het eerste jaar met een notering voor dit nummer.
3. ↑  Deze tabel is bijgewerkt tot en met de laatste editie (2024).